# سالتریو
سالتریو (به ایتالیایی: Saltrio) یک کومونه در ایتالیا است که در استان وارزه واقع شده‌است.

## خصوصیات
سالتریو ۳٫۵ کیلومترمربع مساحت و ۲٬۹۲۵ نفر جمعیت دارد.